# أبي سيمون
أبي سيمون (بالإنجليزية: Abe Simon)‏ مواليد 30 مايو 1913 في نيويورك - الوفاة 24 أكتوبر 1969 في نيويورك، كان ملاكماً محترفاً أمريكياً، صنّف ضمن فئة الوزن الثقيل.

## إحصائيات
خاض خلال مسيرته 47 نزالاً، فاز في 36 وتعادل في 1 وخسر في 10. فاز بالضربة القاضية في 25 نزالاً.

## روابط خارجية
- أبي سيمون على موقع IMDb (الإنجليزية)
- أبي سيمون على موقع قاعدة بيانات الفيلم (الإنجليزية)
- أبي سيمون على موقع بوكس ريك (الإنجليزية) (registration required)